# Johan Henrik von Hofsten
Johan (Janne) Henrik von Hofsten, född 29 augusti 1844 på Villingsbergs herrgård i Örebro län, död 19 mars 1921 i Kristinehamn, var en svensk bruksägare och målare.
Han var son till brukspatronen Sten Erland von Hofsten och Louise Marie Adèle Adelaide Broms. 
von Hofsten studerade vid Konstakademin i Stockholm 1863–1867 och ställde därefter ut de följande åren med Konstföreningen i Stockholm. Hans verk var representerade vid utställningen Örebro i konsten på Örebro läns museum 1950. Han finns även representerad vid Norrköpings konstmuseum.